# جعده
جعده دختر أشعث (به عربی: جعدة بنت الأشعث بن قيس بن معدي كرب) و ام فروه خواهر ابوبکر، همسر حسن بن علی امام دوم شیعیان دوازده‌امامی که او را مسموم کرد و به قتل رساند. معاویه پسر ابوسفیان زهری را برای جعده دختر اشعث بن قیس، فرستاد و به او وعده داد که اگر شوهرت، حسن پسر علی را به قتل برسانی، یکصد هزار درهم به تو اجرت خواهم داد و همچنین به همسری پسرم یزید درمی‌آورم. جعده نیز دستور معاویه را اجرا کرد و همسرش را با زهری که معاویه فرستاده بود به قتل رساند. اما معاویه به قول خود عمل نکرد و فقط صدهزار درهم برای او فرستاد، ولی دربارهٔ همسری با یزید به او گفت: می‌ترسم کاری که با حسن کردی، با فرزندم یزید انجام دهی.
برخی نقل کرده‌اند که او به خاطر کینه ای که به دل داشت این کار را کرد اما مادلونگ اسلام‌شناس آلمانی (زاده ۱۳۰۹ش) معتقد است تلاش معاویه برای ولایتعهدی یزید، روایات مسموم شدن حسن به تحریک معاویه و به دست جعده را تأیید می‌کند.

## پس از حسن بن علی
بعدها جعده دو بار ازدواج‌ کرد ، نخست‌ با «یعقوب ‌بن‌ طلحه بن‌ عبیدالله» که‌ برای‌ او سه‌ پسر به‌ نام‌های‌ اسماعیل‌، اسحاق‌ و ابوبکر به ‌دنیا آورد؛ اسماعیل‌ و اسحاق‌ به‌ هنگام‌ حیات‌ پدر از دنیا رفتند. دومین‌ بار پس‌ از کشته‌ شدن‌ یعقوب ‌بن‌ طلحه‌ (متوفی‌ ۶۳) در واقعه حرّه‌ با عباس ‌بن‌ عبدالله ‌بن‌ عباس‌ (فرزند ارشد ابن‌عباس‌) ازدواج‌ کرد و برای‌ او پسری‌ به‌ نام‌ محمد و دختری‌ به‌ نام‌ قریبه به‌ دنیا آورد.

## در رسانه
- توسط افسانه بایگان در مجموعه تلویزیونی شبکه یک، تنهاترین سردار (به کارگردانی مهدی فخیم‌زاده) در سال ۱۳۷۵ به تصویر کشیده شد.
- توسط ویشکا آسایش در مجموعه تلویزیونی شبکه یک، مختارنامه (به کارگردانی داوود میرباقری) در سال ۱۳۸۹ به تصویر کشیده شد.